# Мегазмія
«Мегазмія» (англ. Alien Apocalypse) — фантастичний фільм жахів 2007 року. Сюжет стрічки розгортається навколо рідкісної змії, яка їсть усе живе на своєму шляху та стрімко збільшується.

## Сюжет
Маленький Лес Деніелс дає батькові змію, але вона кусає його. За лічені хвилини чоловік помирає. Через двадцять років Лес все ще живе зі страхом, який викликають змії, а старший брат Дафф іноді через це жартує над ним.
Дафф заводить змію, яку не можна випускати на волю. Через необережність контейнер розбивається і новий домашній улюбленець виповзає, з'ївши кота. Вона продовжує їсти усе живе та збільшуватись. Через підозру у вбивстві своєї сім'ї Леса затримують. Його дівчина починає вірити в розповідь Деніелса, коли зникає ще одна родина. Нарешті організовують полювання на чудовисько. Її вдається вбити. Через кілька місяців Лес та Ерін побралися, а потім у них з'являється перша дитина.

## У ролях
| Актор           | Роль             |
| --------------- | ---------------- |
| Майкл Шенкс     | Лес Деніелс      |
| Сірі Барук      | Ерін             |
| Міхаль Янай     | Фей              |
| Бен Кардінал    | Яструб           |
| Нік Гарві       | шериф Кулі       |
| Лора Гіош       | Діксі Деніелс    |
| Гаррі Анічін    | Паттерсон        |
| Джон Т. Вудс    | Дафф Деніелс     |
| Тодд Дженсен    | Великий Бо       |
| Марк В. Джонсон | Хьюлетт Денніелс |

## Створення фільму

### Виробництво
Знімання фільму проходили в Софії, Болгарія.

### Знімальна група
- Кінорежисер — Тібор Такач
- Сценаристи — Боаз Девідсон, Роббі Робінсон, Александер Вольц
- Кінопродюсери — Девід Варод, Бернд Рінгсгвандл, Боаз Девідсон
- Композитори — Дейв Клотц, Гай Зарафа
- Кінооператор — Еміль Топазов
- Кіномонтаж — Еллен Файн
- Художник-постановник — Карлос Сільва Да Сільва
- Художник-декоратор — Росен Стефанов
- Художник з костюмів — Соня Деспотова
- Підбір акторів — Лаура Сотірова[1]

## Сприйняття
Фільм отримав негативні відгуки. На сайті Rotten Tomatoes оцінка стрічки становить 18 % від глядачів із середньою оцінкою 2,4/5 (358 голосів). Фільму зарахований «розсипаний попкорн» від глядачів, Internet Movie Database — 3,5/10 (1 108 голосів).